# Lago Piatto
Il lago Piatto è un lago di origine glaciale posto a quota 1823 m s.l.m..

## Descrizione
Nelle acque del lago, come in quelle del vicino Lago Nero, si riflette la vetta dell'Alpe Tre Potenze, posto a sud. Il lago è raggiungibile percorrendo il Sentiero Italia. A nord ovest del lago piatto, poco distante è situato il Passo di Annibale, così chiamato perché il condottiero cartaginese sarebbe passato da questo luogo nella sua epica avanzata verso Roma.
Nelle sue acque vivono tritoni e sanguisughe.
La flora è caratterizzata da distese di mirtilli, con qualche ginepro e pino mugo. Sono presenti pernici e poiane.